# Априорный язык
Априо́рный язы́к (от лат. a priori «из предшествующего») — искусственный язык, элементы которого не заимствованы из существующих языков, а созданы произвольно либо на основе какой-либо логической (философской) концепции. 
Этим априорный язык отличается от апостериорных языков. Различают также априорно-апостериорные и апостериорно-априорные языки, в зависимости от преобладания соответственно априорных или апостериорных черт.

## Априорные языки
Примерами априорных языков могут являться:
- aUI
- Kah
- богомол
- ифкуиль/илакш
- квенья
- клингонский язык
- ложбан/логлан
- ро
- лаадан
- сольресоль

Отнесение того или иного языка к «априорным» является условным. Так, в логлане априорная грамматика сочетается с лексикой, построенной на основе анализа лексики языков-доноров (то есть в некотором смысле заимствованной).